# Аль-Ашас ибн Кайс
Абу́ Муха́ммад Мадикариб ибн Кайс аль-Кинди (араб. الأشعث بن قيس‎; ок. 599, Шабва, совр. Йемен — 5 марта 661, эль-Куфа, совр. Ирак) — исламский военный и политический деятель VII века, вождь племени аль-кинда в Хадрамауте. Известный как аль-Ашас («с растрепанными волосами»), реже как аль-Ашадиди («со шрамом на лице») и Урф ан-Нар, что на южноарабском диалекте арабского языка означает «предатель», «изменник».

## Биография
Его полное имя: Абу Мухаммад Мадикариб ибн Кайс ибн Мадикариб аль-Кинди аль-Ашас. Принадлежал к роду аль-Хариса ибн Муавия.
Участвовал в походе против племени мурад, во время которого был убит его отец, а сам аль-Ашас был взят в плен и должен был заплатить 3000 верблюдов в качестве выкупа. В 631 году он был во главе делегации (вафд) от племени аль-кинди, которая прибыла в Медину и присягнула на верность пророку Мухаммеду. Его сестра Кайла должна была выйти замуж за пророка Мухаммада, но он умер раньше, чем она прибыла в Медину.
После смерти пророка Мухаммеда (632) аль-Ашас поднял восстание со своим племенем и был осаждён мусульманскими войсками в крепости ан-Нуджайр; согласно легенде, он сдал замок в обмен на неприкосновенность для себя и ещё девяти человек. В результате около 700 членов племени аль-кинди были убиты, а аль-Ашас с несколькими людьми был пленён. Из-за этого поступка, женщины племени прозвали его предателем (урф ан-нар). Пленённого аль-Ашаса привезли в Медину к халифу Абу Бакру, который не только помиловал его, но и женил его на своей сестре Умм Фарве или Курайбе. По другим данным, женитьба произошла во время делегации к пророку Мухаммеду.
Аль-Ашас принял участие в завоевании Сирии и потерял зрение в одном глазу в битве при Ярмуке. Со своими соплеменниками он был отправлен присоединиться к Сааду ибн Абу Ваккасу в Кадисийю. Командовал одним из арабских отрядов, принимавших участие в завоевании северного Ирака. Он поселился в Куфе в качестве вождя племени аль-кинди, и, возможно, принял участие в походе на Азербайджан в 647 году.
В битве при Сиффине он сыграл важную роль и в ходе боевых действий и во время переговоров. Он вынудил халифа Али ибн Абу Талиба принять принцип арбитражного разбирательства и согласиться с выбором Абу Мусы аль-Ашари в качестве арбитра с иракской стороны. Шиитская традиция представляет его и всех его потомков как закоренелых изменников. Он умер в Куфе во время правления Хасана ибн Али (661), который женился на его дочери Джаде. У него также был сын Мухаммад.